# Großsteingräber bei Oetzen
Die Großsteingräber bei Oetzen waren elf Grabanlagen der jungsteinzeitlichen Trichterbecherkultur nahe der Gemeinde Oetzen im Landkreis Uelzen, Niedersachsen. Die Großsteingräber wurden 1846 von Georg Otto Carl von Estorff beschrieben. Zwei von ihnen waren zu diesem Zeitpunkt nicht mehr vorhanden, die anderen wurden in der zweiten Hälfte des 19. Jahrhunderts restlos zerstört. Von drei Anlagen fertigte von Estorff Rekonstruktionszeichnungen an. Diese tragen die Sprockhoff-Nummern 783–785.

## Lage

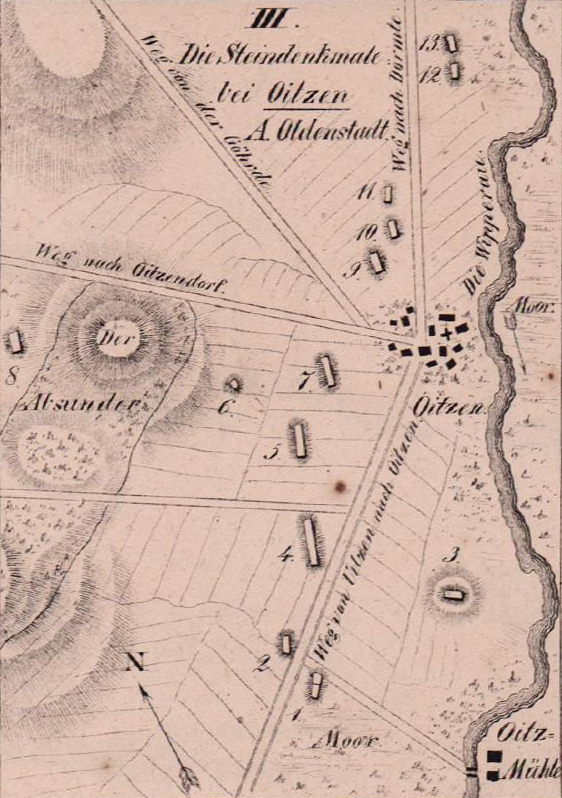
Lage der Gräber nach von Estorff (Die Gräber 12 und 13 gehören zu Dörmte)

Von Estorff beschrieb 13 Großsteingräber in der Nähe von Oetzen, von denen die beiden östlichsten bereits zum Gebiet der ehemaligen Gemeinde Dörmte gehörten. Die meisten Gräber ziehen sich in einer von Südwesten nach Nordosten verlaufenden Linie westlich von Oetzen entlang. Grab 3 lag östlich dieser Hauptgruppe und südlich von Oetzen in der Nähe der Wipperau. Die Gräber 6 und 8 lagen westlich der Linie. Nach Südwesten, in Richtung Masendorf wurde die Gräbergruppe durch eine größere Anzahl von Erddenkmälern fortgesetzt.

## Beschreibung

### Grab 1
Grab 1 war bereits bei der Aufnahme durch von Estorff zerstört. Es besaß ein Hünenbett, in dem sich eine Grabkammer befand.

### Grab 2

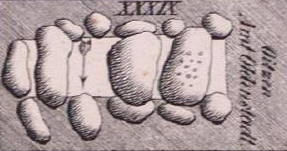
Grab 2 nach von Estorff

Die Anlage mit der Sprockhoff-Nummer 783 besaß eine ost-westlich orientierte Grabkammer. Von den Wandsteinen standen noch fünf an der südlichen und drei an der nördlichen Langseite in situ. Zwei weitere Steine an der Nordseite waren nach außen umgefallen. In ihrem ursprünglichen Zustand besaß die Kammer wohl fünf oder sechs Wandsteinpaare an den Langseiten. Von den Abschlusssteinen war nur noch der östliche vorhanden. Drei Decksteine waren erhalten, von denen nur der mittlere noch auf den Tragsteinen auflag. Der westliche Deckstein besaß eine große Anzahl Schälchen.

### Grab 3
Grab 3 besaß ein nordwest-südöstlich orientiertes, trapezförmiges Hünenbett mit einer Länge von 40 m. Die Breite betrug im Nordwesten etwa 8 m und im Südosten 6 m. Von der Einfassung waren noch 20 Steine vorhanden. Die Grabkammer befand sich 8,5 m vom nordwestlichen Ende des Hünenbetts entfernt. Sie stand quer zum Bett und hatte eine Länge von 2,35 m und eine Breite von 1,2 m. Sie besaß zwei Wandsteinpaare an den Langseiten und je einen Abschlussstein an den Schmalseiten. Es handelte sich somit um einen erweiterten Dolmen. Decksteine waren nicht vorhanden.

### Grab 4

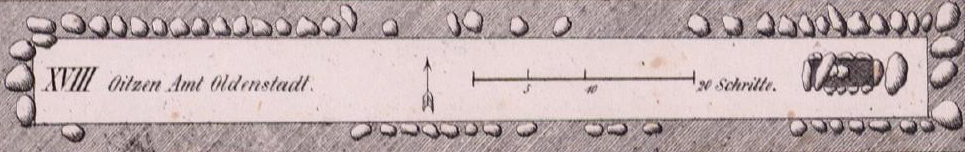
Grab 4 nach von Estorff

Grab 4 wird von Ernst Sprockhoff unter der Nummer 784 geführt. Es besaß ein rechteckiges, ost-westlich orientiertes Hünenbett mit einer Länge von 65 m und einer Breite von 7 m. Die Umfassung bestand bei von Estorffs Aufnahme noch aus 60 Steinen, allerdings wiesen die Langseiten bereits große Lücken auf. Die Umfassungssteine an den Ecken beschreibt von Estorff als besonders groß. Die Grabkammer lag nahe am östlichen Ende des Hünenbetts. Sie hatte eine Länge von 4,5 m und eine Breite von 2 m. Von den Wandsteinen waren noch vier an der nördlichen und fünf an der südlichen Langseite sowie die beiden Abschlusssteine vorhanden. Ein Deckstein lag zum Teil noch auf den Wandsteinen auf. Weitere Bruchstücke lagen im Inneren der Kammer. Ein zweiter Deckstein lag verschleppt östlich der Kammer.

### Grab 5
Grab 5 besaß ein ost-westlich orientiertes Hünenbett mit einer Länge von 27 m und einer Breite von 9 m. Zwölf Umfassungssteine waren noch erhalten. Im östlichen Teil des Hünenbetts lag die Grabkammer. Sie war trapezförmig und hatte eine Länge von 4,7 m sowie eine Breite zwischen 1,8 m und 2,3 m. Sie besaß noch fünf bzw. drei Wandsteine an den Langseiten und die beiden Abschlusssteine. Die Decksteine fehlten.

### Grab 6
Grab 6 war um 1846 bereits völlig zerstört, sodass von Estorff keine nähere Beschreibung mehr liefern konnte.

### Grab 7
Von Grab 7 konnte von Estorff nur noch die bereits sehr stark zerstörten Reste der Kammer ausmachen.

### Grab 8
Die Anlage besaß ein nordost-südwestlich orientiertes Hünenbett mit einer Länge von 15 m und einer Breite von 4,7 m. 19 Steine der Umfassung waren noch erhalten. Von der Grabkammer konnte von Estorff keine genaue Beschreibung liefern, da sie völlig mit Lesesteinen überdeckt war.

### Grab 9
Grab 9 war erhöht gelegen und weithin sichtbar. Es besaß ein rechteckiges, nordwest-südöstlich orientiertes Hünenbett mit einer Länge von knapp 19 m und einer Breite von 6 m. Lediglich neun Umfassungssteine waren noch vorhanden. Die Grabkammer lag mittig im Hünenbett und besaß nur noch drei Steine.

### Grab 10

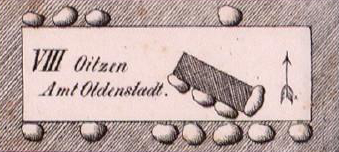
Grab 10 nach von Estorff

Das Grab mit der Sprockhoff-Nummer 785 besaß ein rechteckiges, ost-westlich orientiertes Hünenbett mit einer Länge von 20 m und einer Breite von 7 m. Die Umfassung war bereits stark beschädigt und bestand nur noch aus sieben Steinen an der südlichen und vier Steinen an der nördlichen Langseite. Die Grabkammer befand sich in der östlichen Hälfte und stand diagonal zum Hünenbett. Sie hatte eine Länge von 4,7 m und eine Breite von 1,5 m. Nur der südöstliche Abschlussstein und die drei angrenzenden Wandsteine der südwestlichen Langseite waren noch vorhanden.

### Grab 11
Grab 11 war bereits bei von Estorffs Aufnahme fast völlig zerstört. Er nahm ein kleines Hünenbett an, konnte aber zum genauen Aussehen keine Aussagen machen, da die Steine bereits alle gesprengt waren.